# Herrera de Pisuerga
Herrera de Pisuerga is een gemeente in de Spaanse provincie Palencia in de regio Castilië en León met een oppervlakte van 99,08 km². Herrera de Pisuerga telt 2.118 inwoners (1 januari 2016).